# 10458 Sfranke
A 10458 Sfranke (ideiglenes jelöléssel 1978 RM7) a Naprendszer kisbolygóövében található aszteroida. Claes-Ingvar Lagerkvist fedezte fel 1978. szeptember 2-án.